# Smolice (Grande-Pologne)
Pour les articles homonymes, voir Smolice.
Smolice (prononciation : [smɔˈlit͡sɛ]) est un village polonais de la gmina de Kobylin dans le powiat de Krotoszyn de la voïvodie de Grande-Pologne dans le centre-ouest de la Pologne.
Il se situe à environ 5 kilomètres à l'ouest de Kobylin (siège de la gmina), à 19 kilomètres à l'ouest de Krotoszyn (siège du powiat) et à 80 kilomètres au sud de Poznań (capitale régionale).
Le village possédait une population de 1 200 habitants en 2004.

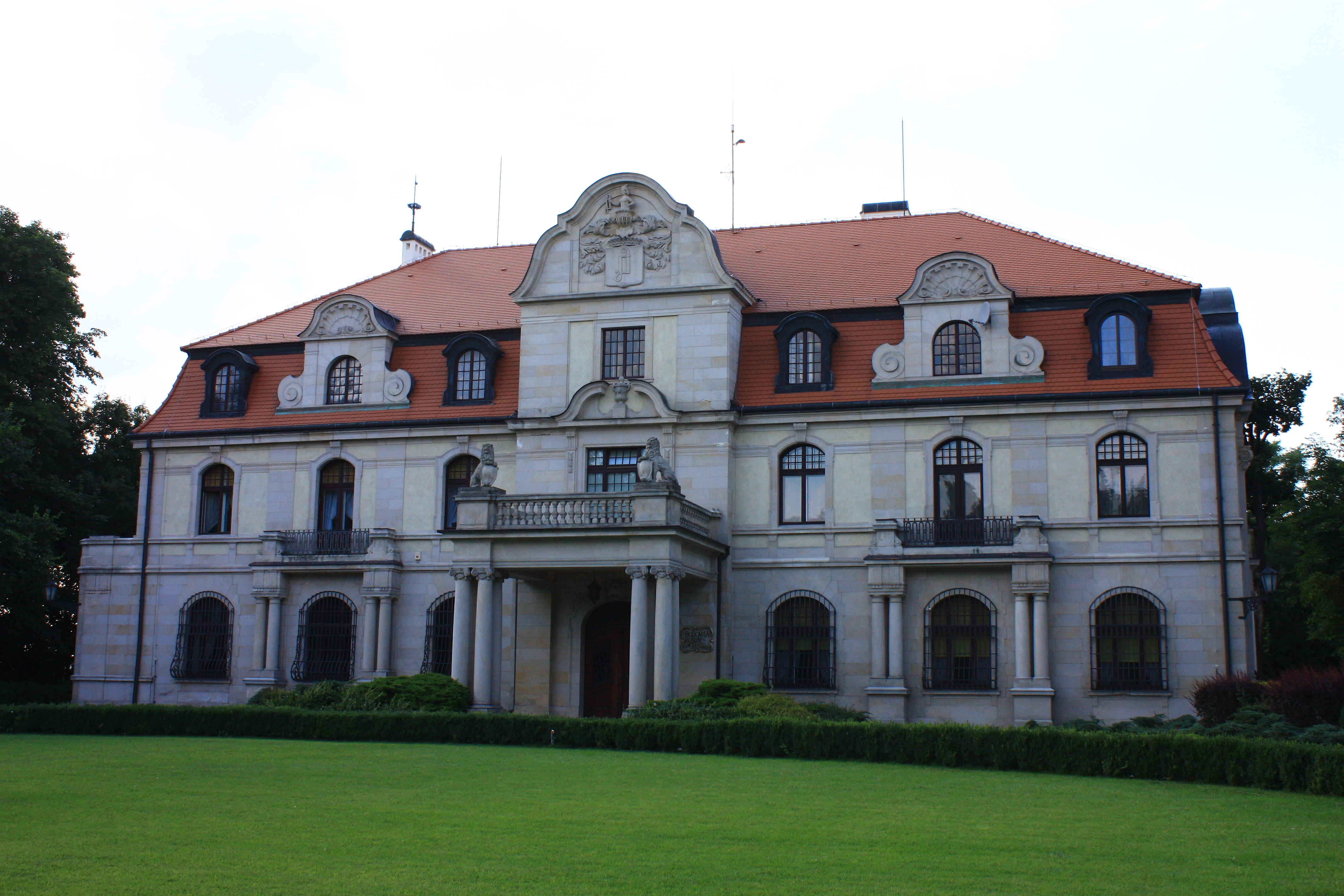
Le palais.
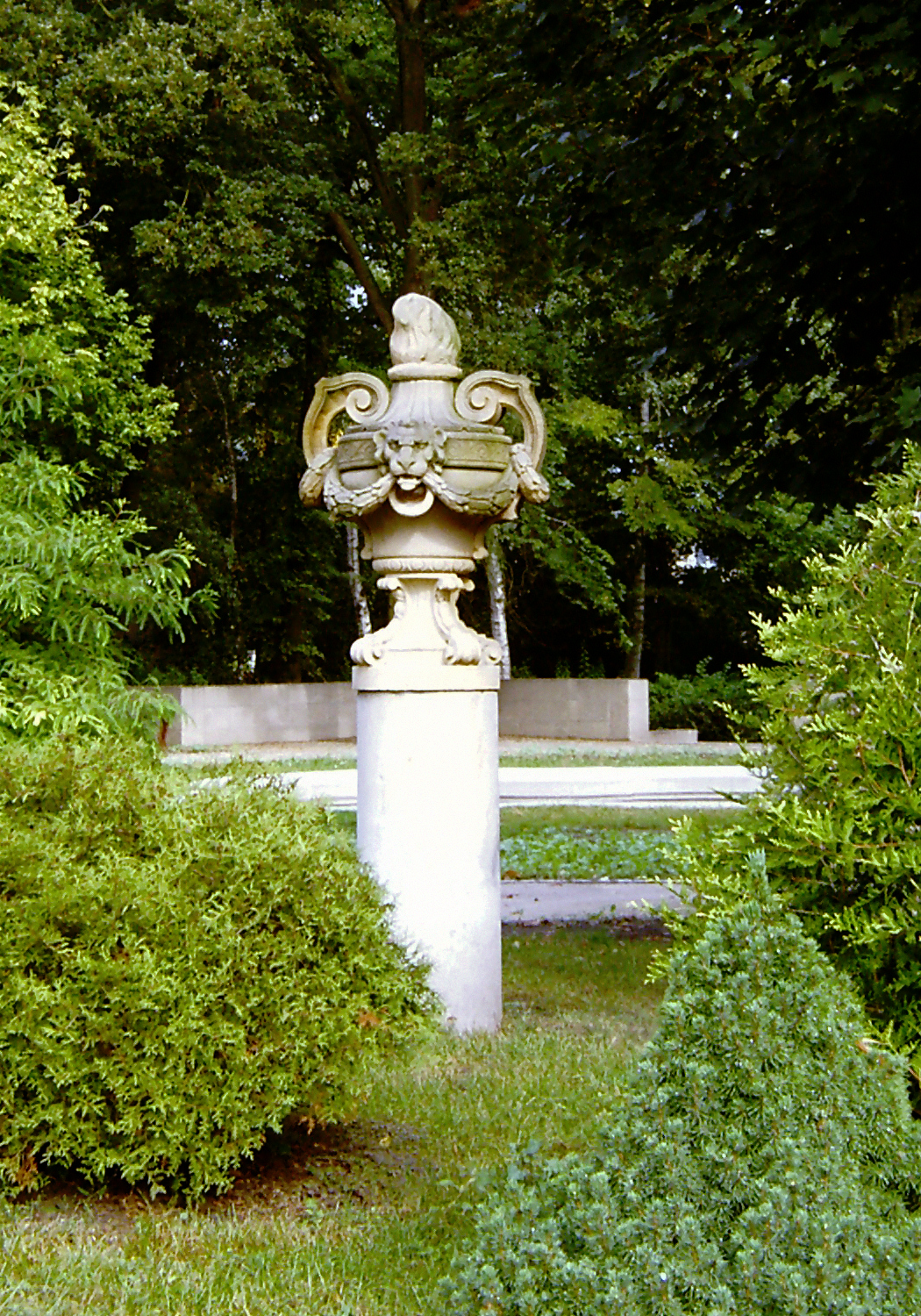
Le parc du palais.

## Histoire
De 1975 à 1998, le village faisait partie du territoire de la voïvodie de Leszno.

Depuis 1999, Smolice est situé dans la voïvodie de Grande-Pologne.